# Filigrana digital

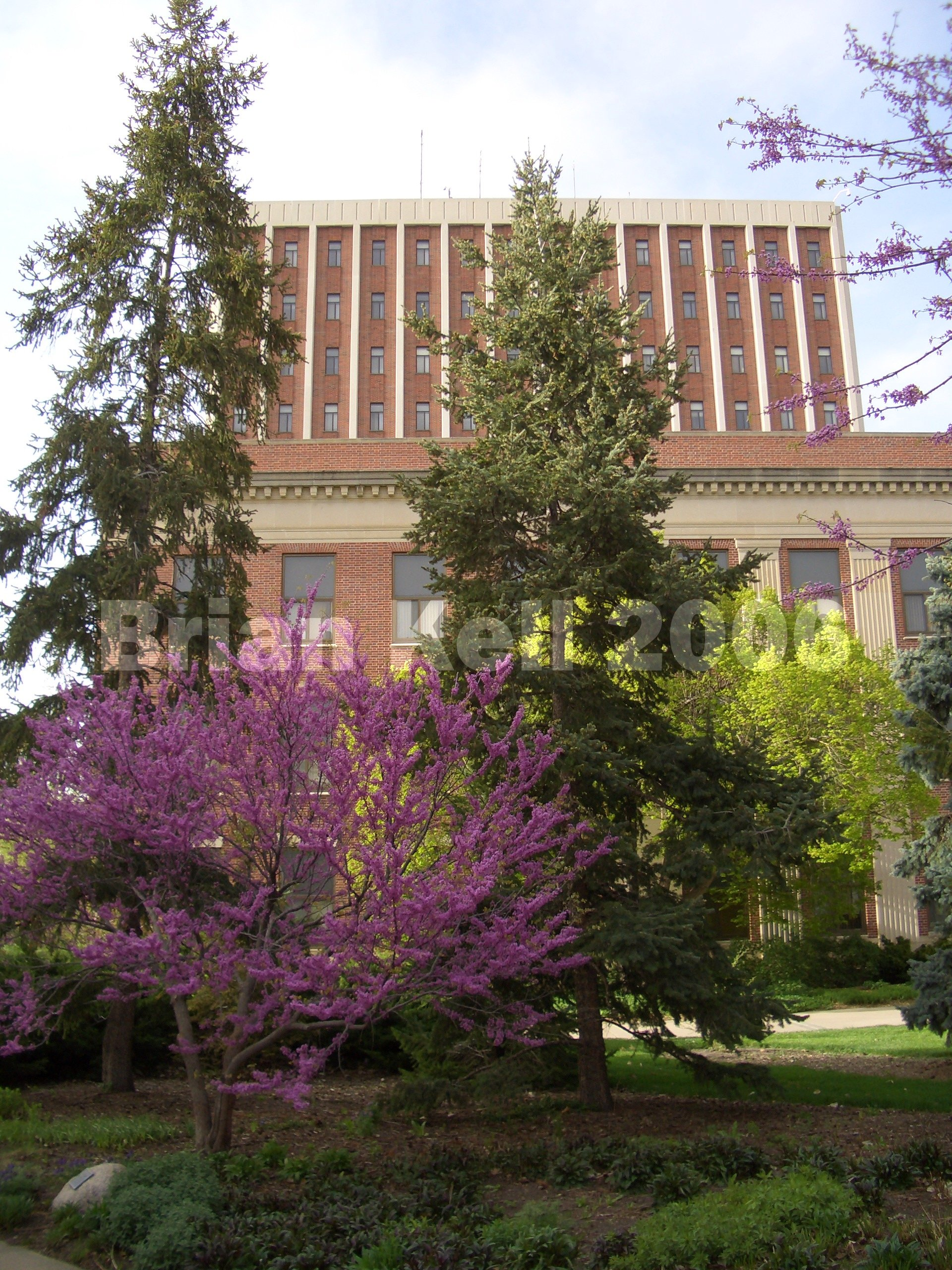
Imatge amb filigrana «2006» visible.

La filigrana digital o marca d'aigua digital és senyal invisible permanent que s'insereix a les fitxers numèrics que circulen per una xarxa, generalment Internet, a fi d'evitar el frau i la pirateria i de protegir els drets de la propietat intel·lectual. En texts tècnics de vegades fan servir l'argot anglès digital watermark o digital tattoo. És una forma de criptografia, car filigranes visibles tenen tenen un camp d'aplicació limitat.
El marcatge digital és un un conjunt de bits, definit pel programari. La filigrana pot contenir el nom del creador, del propietari, del comprador o una forma de signatura que descriu el senyal amfitrió. La tecnologia cerca a crear filigranes que no són falsificables i que l'usuari no pot esborrar. Serveix, entre d'altres, per a traçar l'origen de còpies de cançons, programari o films i eventualment procedir judicialment o de cobrar els drets. Els bits ocults es poden fer servir per a detectar manipulacions fraudulentes d'un fitxer.
El terme és un extensió de la filigrana o la marca que s'incorpora dins de la estructura del paper que es fa servir per identificar el fabricant o per fer més difícil la falsificació de bitllets de banca. Iqual com s'ha de tenir un bitllet davant una llum per veure la filigrana, generalment cal un algorisme per visibilitzar-la en la seva forma electrònica.

## Història
El cercador Kiyoshi Tanaka va desenvolupar una primera tècnica de filigrana el 1990 per a aplicacions militars. El terme ‘filigrana electrònica’ va ser llençat a una conferència sobre imatgeria numèrica a Sydney el 1994, inspirat del japonès 電子透かし, denxi sukaixi que significa el mateix. Paul Levinson preconitza la utilització de números de certificat intel·ligents, embarcant en cada element tecnològic un xip electrònic que donaria la llista dels inventors.
Ingemar Cox va popularitzar les tècniques d'espectre eixamplat per la filigrana digital. La invenció de sistemes de re-sincronització l'any 1998 va marcar la disciplina així com la filigrana digital amb informació adjacent (side information channel) l'any 1999.

## Ús
Es pot inserir una marca a la font per identificar el propietari dels drets d'una obra o una marca a l'expedició o a la lectura per identificar el destinatari o l'equipament de lectura (empremta digital).
Una filigrana pot és una forma d'esteganografia. Pot permetre diferenciar còpies d'un mateix fitxer numèric o senyal d'origen de manera imperceptible. El principi del marcatge invisible és que tota temptativa d'esborrar-les desemboqui en una degradació de la qualitat del contingut del fitxer.
Com en el cas de la cerca d'agulles en un paller, es pot utilitzar un imant molt poderós per trobar les agulles o es pot simplement cremar el feix de palla si les agulles valen la pena.

## Filigranes visibles i invisibles
Filigranes visibles es fan servir en imatges: fan que la foto que il·lustra el tema, però sigui difícilment reutilitzable fora del context, com per exemple una web de venta d'immobles. Fototeques solen afegir una marca visible en les versions de previsualització, per a evitar que aquestes substitueixin les versions d'alta resolució de pagament.
Les marques invisibles modifiquen el senyal d'una manera imperceptible per l'usuari (per exemple només modificant el bit menys significatiu de cada octet). La filigrana invisible es una forma d'esteganografia, ja que l'usuari no avertit no té accés a la informació oculta. Per seguir amb l'exemple de la fototeca, les fotos d'alta resolució venudes per l'agència tenen per contra una marca invisible, que no degrada el contingut visual, però que permet detectar l'eventual font d'un robatori. El missatge amagat permet, per exemple, identificar el comprador. En cas d'utilització no autoritzada, l'agència pot llavors tornar-se contra el comprador.
Existeixen també marques anomenades fràgils. Són filigranes invisibles, utilitzades per detectar tota modificació del senyal, per exemple per verificar que el contingut no ha estat modificat per un tercer.

## Atacs
Es distingeixen dos tipus d'atacs, passius i actius. Els primers apunten simplement a descobrir la presència d'una marca oculta a la imatge. Els segons atacs busquen eliminar aquesta marca.
Aquests dos atacs tenen objectius diferents. L'atac passiu s'aplica més a l'esteganografia, es busca determinar si una imatge conté un missatge o no.
L'atac actiu és, en general, maliciós i pretén suprimir d'un mitjà la marca (dret d'autor, emprenta digital numèrica) per tal de poder utilitzar-lo sense autorització prèvia de l'autor, o anonimitzar-ne una còpia per evitar que s'identifiqui la font de la còpia. De fet, empreses, poders públics o militars solen incorporar una filagrana diferent a cada còpia, que permet identificar, qui ha filtrat una informació secreta, a la premsa, a l'enemic.

## Tècnica
Existeixen diferents mètodes i es continuen desenvolupant mètodes nous, per a mantenir un advantatge davant els furoners. Es distingeix generalment els que treballen el domini espacial, i els que treballen el domini espectral. Les tècniques purament espacials resisteixen malament certs atacs com el zoom i el reenquadrament, mentre la majoria dels tècnics toquen el domini de les freqüències i el domini mixt resistent a aquest tipus d'atacs.
La inserció d'una filigrana pot ser considerada com un exercici de comunicació digital. Els bits del missatge són codificats i transmesos sobre un senyal portador apropiat. Les característiques desitjades de la filigrana, com la indetectabilitat, la resistència al soroll i a l'edició d'imatge com el reenquadrament i la rotació determinen la tria del senyal portador. En el cas de les marques resistents, es tracta d'un senyal de baixa amplitud (indetectabilitat) i d'amplada de banda considerable (les imatges són generalment de mida prou important). La mida del missatge, relativament curta, imposa la utilització de tècniques d'espectre eixamplat per la codificació dels bits del missatge. Les tècniques basades en l'eixamplament d'espectre són més resistents als atacs comuns.
Les tècniques de compressió d'imatges, com JPEG, van inspirar la utilització del domini freqüencial per inserir marques digitals indetectables en les imatges. La primera tècnica que va operar en aquest domini va ser concebuda per Scott Burgett, Eckhard Koch i Jian Zhao l'any 1995 i utilitzava el domini DCT. Es fan servir també altres transformades, com la ondeta, o la transformada de Fourier.